# Hot Chip
Hot Chip est un groupe britannique de synthpop, originaire de Londres, en Angleterre. Les musiciens viennent principalement de la capitale. Autour du duo d'origine, Alexis Taylor et Joe Goddard, viennent s'ajouter d'autres musiciens. Ils comptent un total de huit albums, le dernier, Frekout/Release, étant sorti en 2022.

## Histoire

### Débuts etComing on Strong(2000–2004)
Tout commence à l'école pour Alexis Taylor et Joe Goddard, où ils se lient d'amitié à l'âge de onze ans. C'est à ce moment-là qu'ils découvrent la musique assistée par ordinateur.
En 2000, le groupe sort son premier EP, intitulé Mexico EP, sous le label Victory Garden Records. Cette production, mélange de rythmes de techno, de guitares acoustiques et de piano est portée par les voix des deux chanteurs : Alexis Taylor et Joe Goddard. La voix de ce dernier sera d'ailleurs comparée à celle de Damon Albarn, fondateur entre autres de Gorillaz et de Blur. Cet album est suivi d'un autre opus, San Frandisco.
En 2004, après avoir signé pour le label discographique indépendant Moshi Moshi, le quintette sort son premier album, Coming on Strong. Composé de 14 pistes, le disque est plutôt bien accueilli par la critique, qui salue la dose d'humour qui y figure. Durant cette période, Felix Martin et Al Doyle rejoignent le groupe. Après ce premier succès, Hot Chip signe chez les labels EMI et DFA Records (aux États-Unis).

### The Warning(2006–2007)
Deux ans après la sortie de leur premier album, les Londoniens reviennent en force avec The Warning. L'album est publié en Europe chez EMI, il l'est chez DFA Records aux États-Unis. C'est un nouveau succès pour le groupe, qui reçoit la note de 4/5 dans le journal anglais The Guardian. Un titre de cet album figurera notamment dans le top 40 anglais : Over and Over (27e place en octobre 2006).

### Made in the Dark(2008–2009)
Nouvel album et nouveau succès pour le groupe britannique. La presse est assez dithyrambique à propos de ce 3e disque. Le groupe connaît alors la consécration avec une nomination aux Grammy Awards dans la catégorie du meilleur enregistrement dance pour le titre Ready for the Floor. Ce dernier atteindra même la 6e place du top 40 anglais en février 2008. Parallèlement à cet album, Alexis Taylor sort Rubbed Out, son premier album solo.

### One Life Stand(2010–2011)
Le quatrième album des anglais voit le jour en 2010. Moins complexe que les albums précédents, il est plutôt orienté pop. Faisant la part belle aux basses et au piano, cet opus n'en est pas moins une réussite. En effet, pour sa sortie au Royaume-Uni, il se classe directement en 11e place des charts.
Un an avant la sortie de One Life Stand, Joe Goddard forme, avec Raf Rundell, le groupe de musique électronique The 2 Bears.

### In Our Heads(2012–2014)

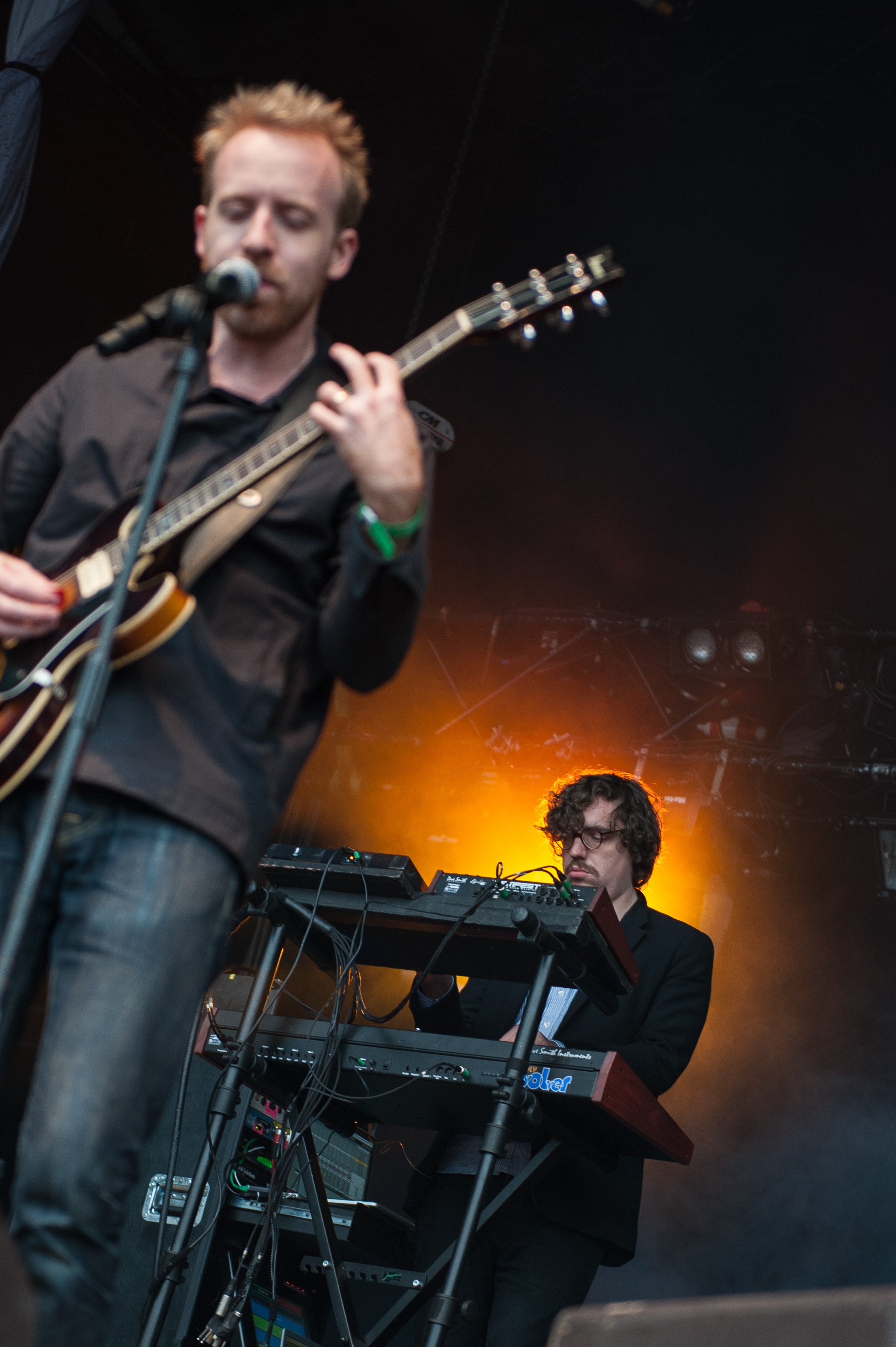
Al Doyle et Felix Martin au Popaganda Music Festival 2013 de Stockholm, en Suède.

Comme à son habitude, le quintette sort son nouvel album deux ans après le précédent. Les membres changent cependant de label et signent chez Domino Records. Une fois encore, cette production est accueillie de façon très positive par la critique,. Cultivant sans cesse le mélange des genres, le groupe se renouvelle constamment.
De leur côté, Al Doyle et Felix Martin forment en 2011, avec Tom Hopkins, le groupe New Build.

### Why Make Sense?(2015–2018)
En début de 2015, Hot Chip annonce la sortie de son sixième album, Why Make Sense?, pour le 18 mai 2015. Il dévoile en même temps le premier single Huarache Lights, dont le clip vidéo est en ligne. Le CD sera vendu également en édition limitée comprenant le Separate EP, soit 4 chansons supplémentaires. De plus, le boîtier de l'album sera proposé en 501 coloris différents, grâce à une technique d'impression unique et sur mesure

### A Bath Full of Ecstasy(2019–2021)
En juin 2019, Hot chip sort son 7e album A Bath full of Ecstasy, produit notamment par Philippe Zdar du duo Cassius (groupe) . Il obtient notamment la note de 7.3 sur le média Pitchfork.
Le 23 octobre 2020, le groupe sort le single Straight to the Morning, avec Jarvis Cocker.

### Freakout/Relance(depuis 2022)
Le 19 avril 2022, Hot Chip annonce qu'il sortirait son huitième album studio Freakout/Release le 19 août 2022, précédé du single Down. L'annonce coïncide avec la tournée américaine, britannique et européenne de Hot Chip, qui débute à San Francisco le 19 avril 2022. Ils sortent un deuxième single, Eleanor, le 7 juillet 2022, qui parle de Samuel Beckett conduisant André le Géant à l'école. 

## Style musical
Le groupe produit une musique pop éthérée[réf. souhaitée] dont la rythmique minimale a un air[pas clair] rétro-futuriste[réf. nécessaire]. Les disques Coming on strong et The warning sonnent très pop.
À travers les albums suivants, Made in the Dark et One life stand dont les chansons sont nettement plus dansantes, la formation prend un virage electro-pop[réf. nécessaire]. Leur musique y est davantage minimaliste et festive.

## Projets parallèles
En 2008, Alexis Taylor entame une carrière solo avec son premier album Rubbed Out. Il participe également aux projets Bang & Olufsen et About Group.
En 2009, Joe Goddard fonde, avec Raf Rundell, le groupe de musique électronique The 2 Bears.
En 2011, Al Doyle et Felix Martin fondent, avec Tom Hopkins, le groupe de musique électronique New Build.

## Membres
- Alexis Taylor - chant, synthétiseur, guitare, piano, percussions
- Joe Goddard - chant, synthétiseur, percussions
- Owen Clarke - guitare, basse, synthétiseur, percussions
- Sarah Jones - batterie, chant
- Al Doyle - guitare, basse, percussions, synthétiseur, chœurs, bugle, steelpan
- Felix Martin - synthétiseur, boîte à rythmes, programmation

## Discographie

### Albums studio
- 2004 - Coming on Strong
- 2006 - The Warning
- 2008 - Made in the Dark
- 2010 - One Life Stand
- 2012 - In Our Heads
- 2015 - Why Make Sense?
- 2019 - A Bath Full of Ecstasy
- 2022 - Freakout/Release

### Compilations
- 2025 - Joy in Repetition